# 臼杵駅
臼杵駅（うすきえき）は、大分県臼杵市大字海添（かいぞえ）にある、九州旅客鉄道（JR九州）日豊本線の駅である。事務管コードは▲920538。
臼杵市の代表駅で、全列車が停車し、普通列車の半数弱が当駅で大分方面へ折り返す。なお、大分駅からの終電が当駅止まりとなっている。

## 歴史
- 1915年（大正4年）8月15日：鉄道院が開設[6]。
- 1949年（昭和24年）6月7日：昭和天皇の戦後巡幸があり、お召し列車が停車。駅前奉迎が行われた[7]。
- 1981年（昭和56年）4月3日：木造平屋建て駅舎から鉄筋コンクリート造一部二階建て駅舎に改築[8]。
- 1984年（昭和59年）2月1日：貨物取扱廃止[6]。
- 1986年（昭和61年）11月1日：荷物扱い廃止[6]。
- 1987年（昭和62年）4月1日：国鉄分割民営化により九州旅客鉄道が継承[6]。
- 2015年（平成27年）3月14日：ダイヤ改正により大分駅発の最終列車が当駅まで延長され、終着時刻が日付を跨ぐ形となった（0時22分着）。
- 2017年（平成29年）
  - 9月17日：台風18号の影響で宇島駅 - 鹿児島中央駅間で終日運転見合わせ。駅構内冠水や災害等により当駅 - 延岡間不通[9]。
  - 9月19日：幸崎 - 当駅間で運転再開[10]。佐伯駅との間で代行バス（各停便）設定[11][12]。
  - 9月20日：当駅 - 延岡駅間の特急停車駅のみ停車する「特急代行輸送」の代行バスを設定[13][14]。
  - 9月25日：バス代行のうち「特急代行輸送」を終了[15]。
  - 12月18日：当駅 - 佐伯駅間で運転再開（代行輸送は前日で終了）[16]。
- 2023年（令和5年）10月1日：JR九州サービスサポートによる業務委託駅から[17]九州旅客鉄道本体による直営駅へと変更される[18]。

## 駅構造
駅舎に接した単式ホーム1面1線と島式ホーム1面2線の合計2面3線と留置線数本を有する地上駅で、ホーム間の連絡は階段しかない跨線橋で行うため1番のりば以外はバリアフリーには対応していない。
JR九州本体が駅業務を実施する直営駅であり、みどりの窓口が設置されている。
駅舎は1981年に改築された鉄筋コンクリート造の一部二階建てで、天窓を設けて採光を図っている。また、駅舎正面の壁は臼杵城の石垣をイメージしたものである。待合室には観光売店があり、臼杵の特産品を販売している。

### のりば
| のりば | 路線      | 方向 | 行先                 | 備考                                                                  |
| ------ | --------- | ---- | -------------------- | --------------------------------------------------------------------- |
| 1      | ■日豊本線 | 下り | 佐伯・延岡・宮崎方面 |                                                                       |
| 2・3   | ■日豊本線 | 上り | 大分・小倉・博多方面 | - 当駅発着の一部の上り列車は1番のりば - 当駅始発の普通列車は3番のりば |

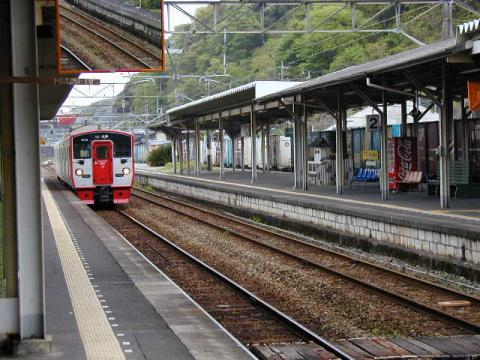
ホーム（2004年7月）
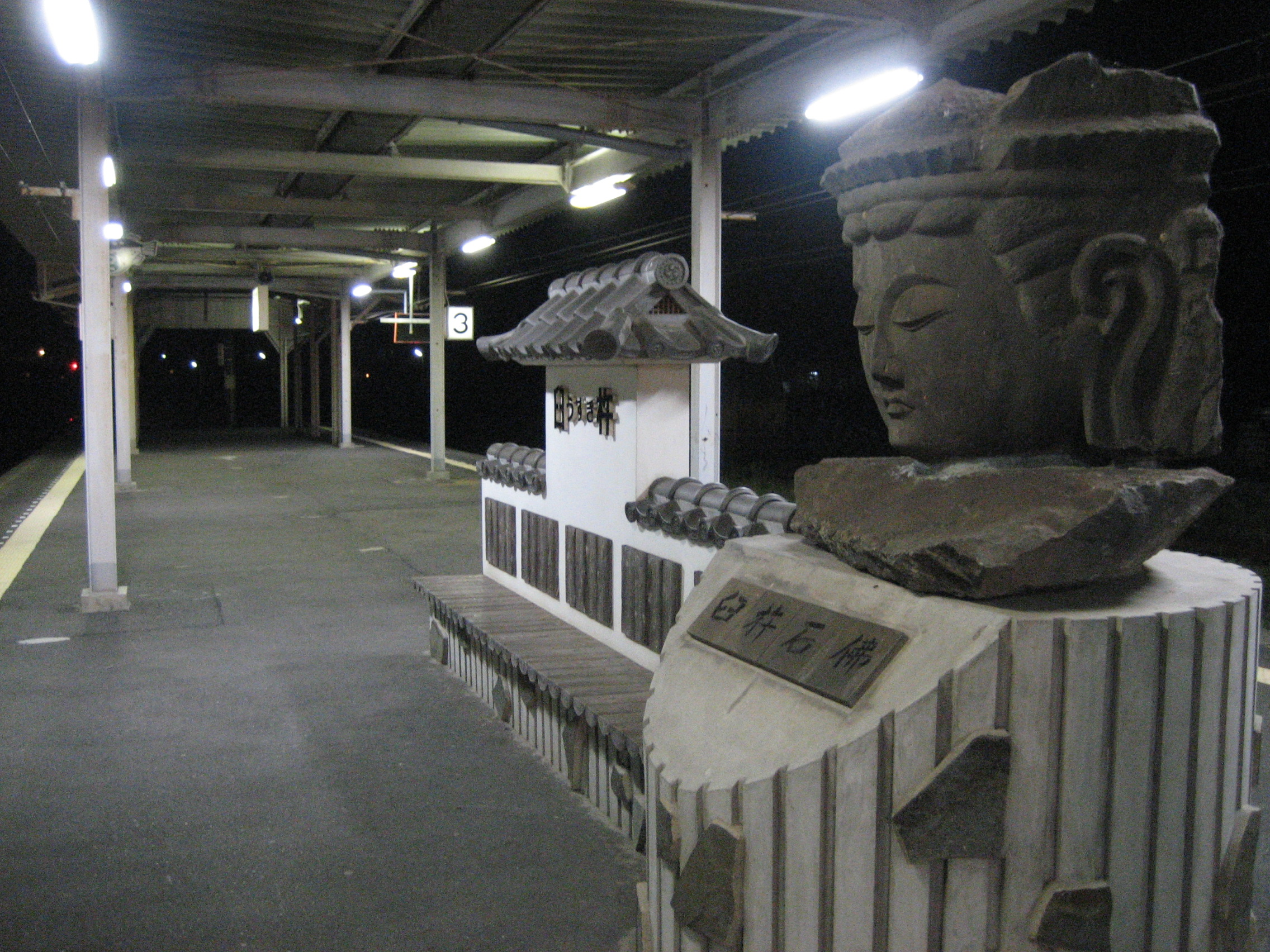
臼杵石佛（2007年8月）

## 利用状況
- 2023年度の1日平均乗車人員は592人（前年度比+33人）である[19]。

| 乗車人員推移     | 乗車人員推移 |
| 年度             | 1日平均人数  |
| ---------------- | ------------ |
| 2000 (平成12年)  | 815          |
| 2001 (平成13年)  | 834          |
| 2002（平成14年） | 800          |
| 2003 (平成15年)  | 747          |
| 2004 (平成16年)  | 718          |
| 2005 (平成17年)  | 698          |
| 2006 (平成18年)  | 711          |
| 2007 (平成19年)  | 725          |
| 2008 (平成20年)  | 745          |
| 2009 (平成21年)  | 700          |
| 2010 (平成22年)  | 700          |
| 2011 (平成23年)  | 673          |
| 2012 (平成24年)  | 713          |
| 2013 (平成25年)  | 763          |
| 2014 (平成26年)  | 729          |
| 2015 (平成27年)  | 740          |
| 2016 (平成28年)  | 700          |
| 2017 (平成29年)  | 682          |
| 2018 (平成30年)  | 676          |
| 2019 (令和元年)  | 674          |
| 2020 (令和02年)  | 575          |
| 2021 (令和03年)  | 538          |
| 2022 (令和04年)  | 559          |
| 2023 (令和05年)  | 592          |

## 駅周辺

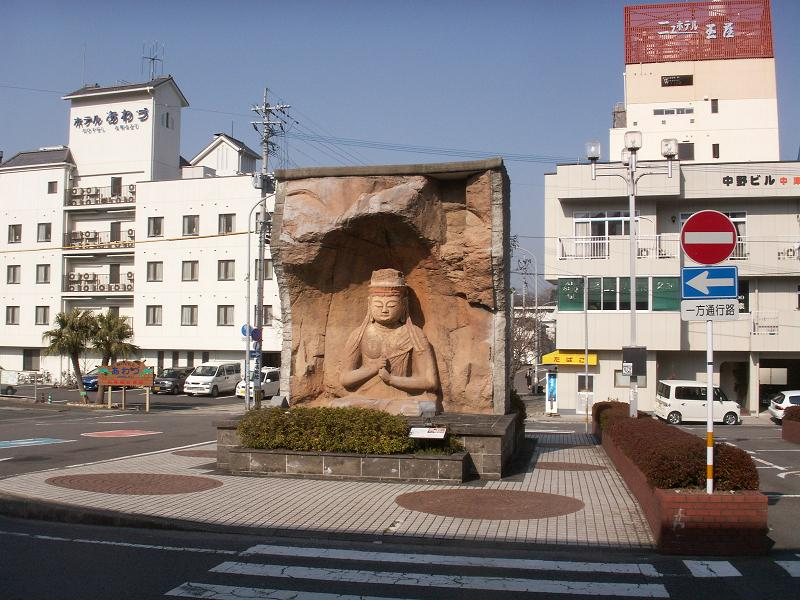
駅前にある石仏の複製

駅は市街地の端にあり、駅周辺にはホテルや飲食店などがある。商業地区の中心は駅から800メートルほど北西にある「辻」バス停の先、旧城下町地域の中央通り商店街一帯になる。小規模な店舗が多数あり、大型店はほとんど見られない。また駅から北側方向には市役所などの公共施設が多い。
- 観光案内所 - 無料のレンタサイクルあり
- 港町商店街
- 臼杵税務署
- 臼杵郵便局
- 臼杵市役所
- 臼杵保健所
- 臼杵土木事務所
- 臼杵簡易裁判所
- 臼杵市民会館
- 臼杵津久見警察署
- 大分県立臼杵高等学校
- 大分銀行臼杵支店
- 臼杵公園（臼杵城址）
  - 卯寅稲荷神社
  - 護国神社
- 中央通り商店街（八町大路）
  - サーラ・デ・うすき、観光案内所（無料レンタサイクル有り）
- 臼杵観光交流プラザ
- 新町商店街
- 稲葉家下屋敷
- 野上弥生子文学記念館
- 二王座
- 蛤小路
- 臼杵港フェリーのりば（駅よりタクシー約5分、徒歩約20分[1]）
- 臼杵造船所
- 大分県漁業協同組合臼杵魚市場
- みなと市場

## バス路線
臼津交通の各路線が駅前の「臼杵駅」停留所を発着している。
大分バスの運行する大分 - 臼杵石仏 - 臼杵市役所線は「臼杵駅」には入らず、最寄は「辻」または「城北」停留所となる（駅からは北へ約800メートル）。
かつてはジェイアール九州バス臼三線の起点でもあったが、2007年（平成19年）3月31日の運行をもって廃止され、駅に隣接していたジェイアール九州バス大分支店も閉鎖された。
- 大分バス
  - 臼杵石仏[1]・戸次・大分県立病院・大分方面
- 臼津交通
  - 泊ケ内方面、佐志生（黒島入口）・佐賀関方面、大浜・中津浦方面、木保佐・白川病院方面、乙見・風連鍾乳洞方面、
- 臼津交通・大野竹田バス（臼三線代替路線）
  - 臼杵石仏・野津・三重方面

## 隣の駅
九州旅客鉄道（JR九州）
■日豊本線
- 特急「ソニック」「にちりん」「にちりんシーガイア」停車駅

上臼杵駅 - 臼杵駅 - 津久見駅